# 南山风景区
英德南山风景区位于中國广东省英德市区东南端，东临北江，与文峰塔隔江相望。南山由18个大小不一山峰组成，最高的鸣弦峰海拔达189米。由于南山的风景秀丽，引来不少名人墨客在此留下足迹，大量的摩崖石刻留在此地，相传苏东坡被贬路过英德时就曾三次游览过南山。